# Allocerellus venustus
Allocerellus venustus är en stekelart som beskrevs av Annecke och Mynhardt 1970. Allocerellus venustus ingår i släktet Allocerellus och familjen sköldlussteklar. Inga underarter finns listade i Catalogue of Life.